# Pipunculus ussuriensis
Pipunculus ussuriensis är en tvåvingeart som beskrevs av Kuznetzov 1991. Pipunculus ussuriensis ingår i släktet Pipunculus och familjen ögonflugor. Inga underarter finns listade i Catalogue of Life.